# Budečák

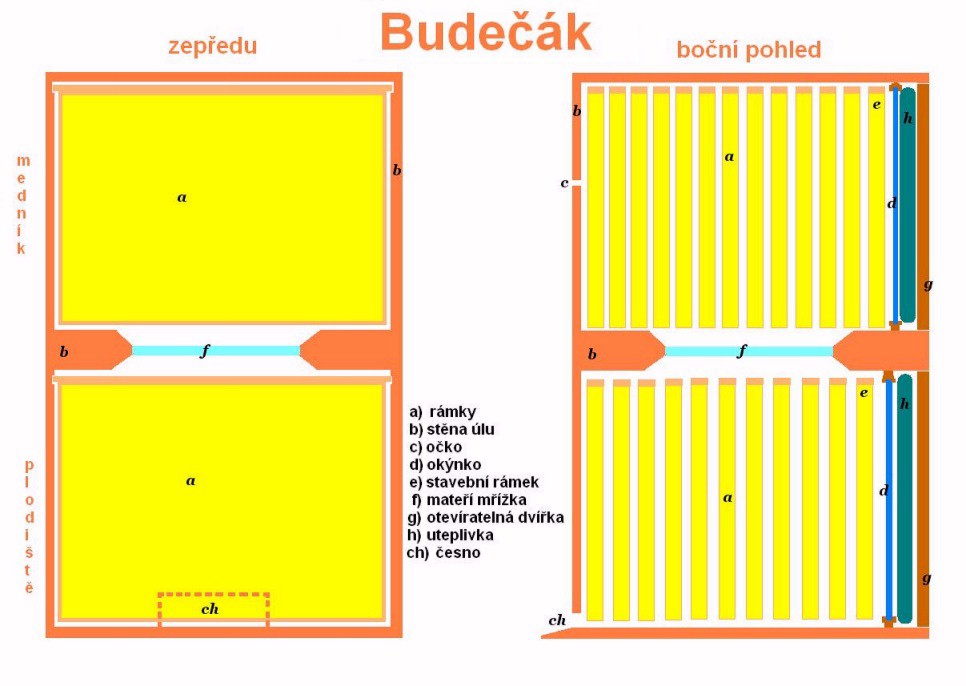
Náčrt budečského úlu

Budečák (velmi zřídka označovaný také jako budečský úl) je zadem přístupný nedělitelný typ včelího úlu s neměnnou velikostí a rozebíratelným včelím dílem. Největšího rozšíření dosáhl tento úl na území Čech na začátku století dvacátého po roce 1904, kdy Adamec vytvořil rámkovou míru 39×24, ale i dnes jej část českých včelařů používá. Budečáky se oficiálně přestaly vyrábět z rozhodnutí racionalizační komise ústředního výboru Československého svazu včelařů v roce 1985 (společně s Moravskými univerzály). Z katalogu Prvního českého včelařského závodu v Kolči (rok vzniku 1879) je zmíněn zatím nejpodrobnější popis vzniku názvu tohoto úlu. 
Při sestavení těchto úlů šlo se do školy k velkým mistrům včelařské prakse a že znik svůj vzaly v Kolči pod staroslavnou Budčí, pokřtili jsme tyto úly jménem „úly budečské“.
Pokrokové včelařství slovem i obrazem, druhé vydání,nákladem Včelařského závodu v Kolči, 1910, strana 32.
Výhoda těchto úlů spočívá ve skladnosti a možnosti, aby jednotlivé úly stály v řadách bok po boku a také patrově na sobě, což umožňuje využít místo ve včelíně nebo v kočovném voze, kde klesá i opotřebení úlů, které tak vydrží dlouhá desetiletí. Jako další výhoda je zmiňována možnost uchování zásobních oddělků v medníku, který je při zimování oddělen laťkami (destičkami) vedle sebe, které uzavíraly mateří mřížku v rámu se širokou hranou. Kompaktnost budečáků zaručuje možnost jejich tepelné izolace. Neměnná velikost proti tomu představuje nevýhodu, vzhledem k nemožnosti zvětšování vnitřního prostoru podle potřeb včelstva. Úly tohoto typu byly prvním zezadu přístupným úlem, který používal na svou dobu pokrokovou rámkovou míru 39×24 cm na takzvané teplé stavbě a byl ve své době úlem moderním. V pozdější době, kdy ve světě začaly převládat úly přístupné shora vznikla také varianta přístupná zadem i vrchem, které se taktéž jako jiné varianty budečského úlu za dob závodu V. Švarce v Kolči vyvíjely. Taktéž byla vedle takových možností jedna možnost při objednání takového úlu a to citace: Možno tento úl zaříditi i na stavbu studenou zhotovením česna proti uličkám plástovým. Tato varianta ale nenašla významné odezvy, protože byl již v těchto dobách (1910) velmi velký vliv amerických úlových systémů u kterých takové skládání stavby na studeno převládalo (včelaření v nástavcích) nad německým či středoevropským vlivem (včelaření ve stojanech). U takové verze je možnost skupinového postavení úlů po čtyřech nebo osmi úlech ve dvou patrech.
V základním provedení má budečák rozměry 59×61×59 cm a hmotnost přibližně 35 kg. Existuje i dvojité provedení, dvojnásobně velký úl, uvnitř rozdělený na dva. Úl je dvouprostorový a je rozdělen mateří mřížkou na dvě části. Horní se nazývá medník a spodní plodiště. V obou je po třinácti rámcích (plástech). V plodišti klade včelí matka a je zde vychováván plod. Mateří mřížka je pro včelí matku neprostupná, matka je příliš velká. Zato včelí dělnice jí pronikají, proto obsadí i medník a zde visící plásty naplní medem.
Budečák je zpravidla ošetřován takzvaným „středoevropským způsobem včelaření“.
V zimě je celé včelstvo soustředěno v plodišti a medník je nejprve použit jako technické zázemí při podzimním zakrmení a v zimě obsahuje uteplivky a izolaci pro ochranu včel v plodišti.
Přestože se budečáků nejstarší včelaři jen neradi vzdávají, je nutno připomenout, že se tento úl v dnešní době přežil. Především pro komplikace při provádění povinné diagnostiky a léčení varroázy. Dále také pro velkou pracnost a obtíže při včelaření v těchto úlech.